# Maureen Dunlop de Popp
Maureen Adele Chase Dunlop de Popp (26 de outubro de 1920 – 29 de Maio de 2012), nascida Dunlop, foi uma aviadora anglo-argentino que voou para o Transporte Aéreo Auxiliar Britânico durante a Segunda Guerra Mundial, e tornou-se notável como uma pin-up na capa da revista Picture Post.